# Ајрондејл (Мисури)
Ајрондејл (енгл. Irondale) град је у америчкој савезној држави Мисури.

## Демографија
По попису из 2010. године број становника је 445, што је 8 (1,8%) становника више него 2000. године.
| Група             | 2000.       | 2010.       |
| Белци             | 423 (96,8%) | 430 (96,6%) |
| Афроамериканци    | 0 (0,0%)    | 0 (0,0%)    |
| Азијати           | 2 (0,5%)    | 0 (0,0%)    |
| Хиспаноамериканци | 4 (0,9%)    | 4 (0,9%)    |
| Укупно            | 437         | 445         |